# Çakırbahçe (Pertek)
Çakırbahçe ist ein Dorf (Köy) im Landkreis Pertek der türkischen Provinz Tunceli. Im Jahr 2011 lebten in Çakırbahçe 116 Menschen.